# Oenoptila prunicolor
Oenoptila prunicolor là một loài bướm đêm trong họ Geometridae.